# Antonietta Giongo
Antonietta Giongo (Brescia, 1º novembre 1973) è un'ex pentatleta italiana.

## Palmarès
In carriera ha conseguito i seguenti risultati:
- Modena 1992: oro staffetta.
- Winterthur (SVI) 1993: argento a squadre.
- Sofia (BUL) 1997: oro staffetta e oro a squadre.
- Campionato italiano di pentathlon moderno junior e assoluto: 9 titoli individuali e 16 a squadre.